# Regio XI Transpadana
La regio XI Transpadana era una delle regioni augustee d'Italia. Confinava a sud con la Regio IX Liguria, a est con la Regio X Venetia et Histria, a nord con la provincia della  Raetia e a ovest con le provincie delle Alpes Cottiae, delle Alpes Poenninae e delle Alpes Maritimae. Il capoluogo della regio XI Transpadana era Mediolanum (la moderna Milano).

## Territorio

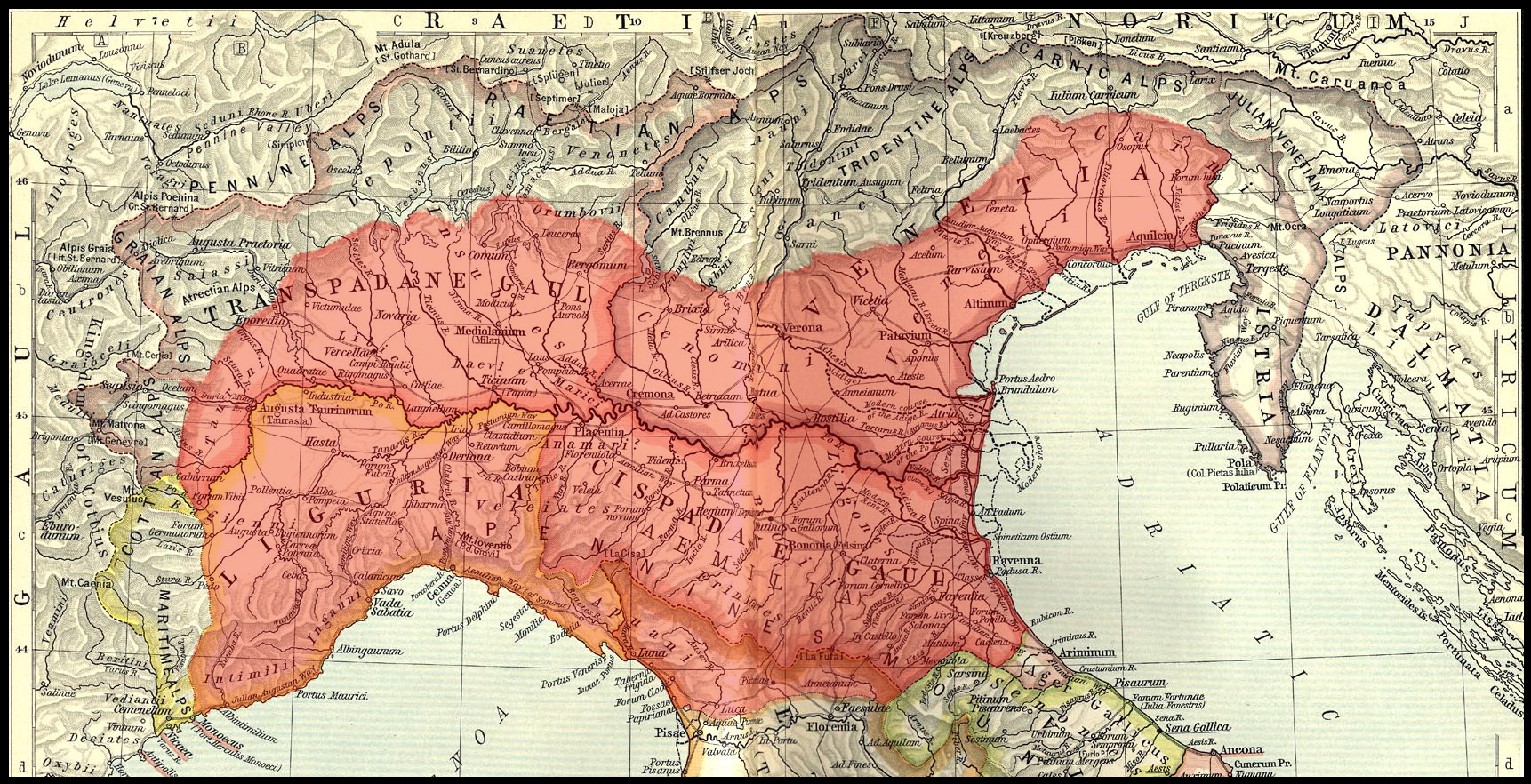
I territori della Gallia cisalpina (evidenziati in rosso trasparente) tra la fine del II e gli inizi del I secolo a.C.

Il territorio della regio XI Transpadana corrispondeva all'antica Gallia Transpadana, ovvero al moderno Piemonte a nord del fiume Po, alla Valle d'Aosta, al Canton Ticino e alla Lombardia con l'esclusione dei territori di Brescia, della Val Camonica, di Cremona e di Mantova, aree che facevano parte della Regio X Venetia et Histria. Era anche esclusa la Val di Susa, che apparteneva alla provincia delle Alpes Cottiae. L'area a sud del fiume Po era invece parte della Regio IX Liguria.
L'Italia settentrionale era chiamata dai romani "Gallia Cisalpina", la quale era divisa dal Po in due regioni, la Gallia Transpadana, che si trovava, come già accennato, a nord del corso d'acqua, e la Gallia Cispadana, che era invece situata a sud del fiume. L'etimologia del nome di queste regioni ha origine dai "Galli", denominazione data dagli antichi romani a quella parte delle popolazioni celtiche che abitavano la Gallia, antica regione corrispondente all'incirca ai territori moderni di Francia, Belgio, Svizzera, Paesi Bassi, Germania entro la riva occidentale del fiume Reno e includente, in epoca repubblicana, anche la maggior parte dell'Italia settentrionale a nord del fiume Esino, corso d'acqua delle Marche.

## Storia

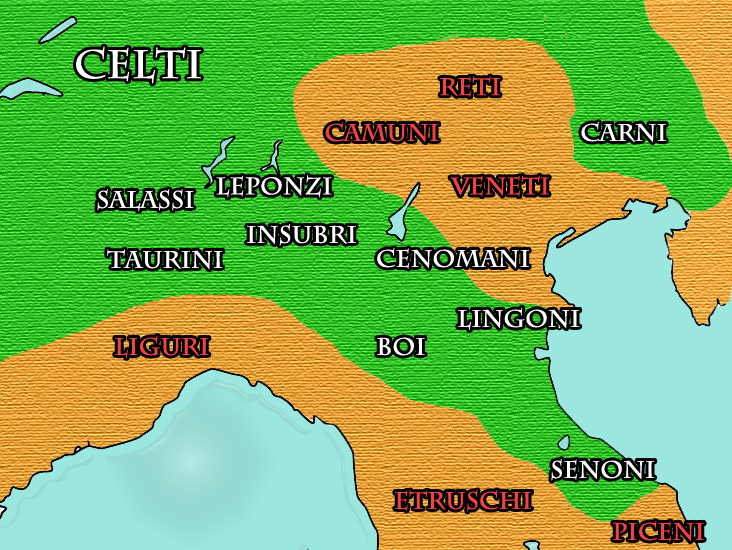
Popolazioni celtiche (in verde) della Gallia cisalpina

La regio XI Transpadana fu abitata fin dai tempi più antichi, molto tempo prima della conquista romana. Importanti reperti del Paleolitico sono stati trovati nel Vercellese, nel Novarese, nel Comasco e nel Varesotto. Nel Varesotto sono stati trovati reperti anche del Mesolitico. Ben più diffusi sono i ritrovamenti risalenti al Neolitico: le più importanti suppellettili sono ascrivibili alla cultura dei vasi a bocca quadrata, mentre altri reperti di questo periodo preistorico sono stati scoperti in Val di Susa, in Valle d'Aosta e nel Novarese, dov'è stato trovato un sito neolitico che era destinato alla lavorazione della selce scheggiata.
Dell'Eneolitico, ovvero dell'età di transizione tra l'età della pietra e l'età dei metalli, sono notevoli le scoperte archeologiche in Valle d'Aosta, su cui spicca l'area megalitica di Saint-Martin-de-Corléans. Importanti sono anche le coeve suppellettili rinvenute in Valtellina, nelle valli bergamasche e in Brianza. 

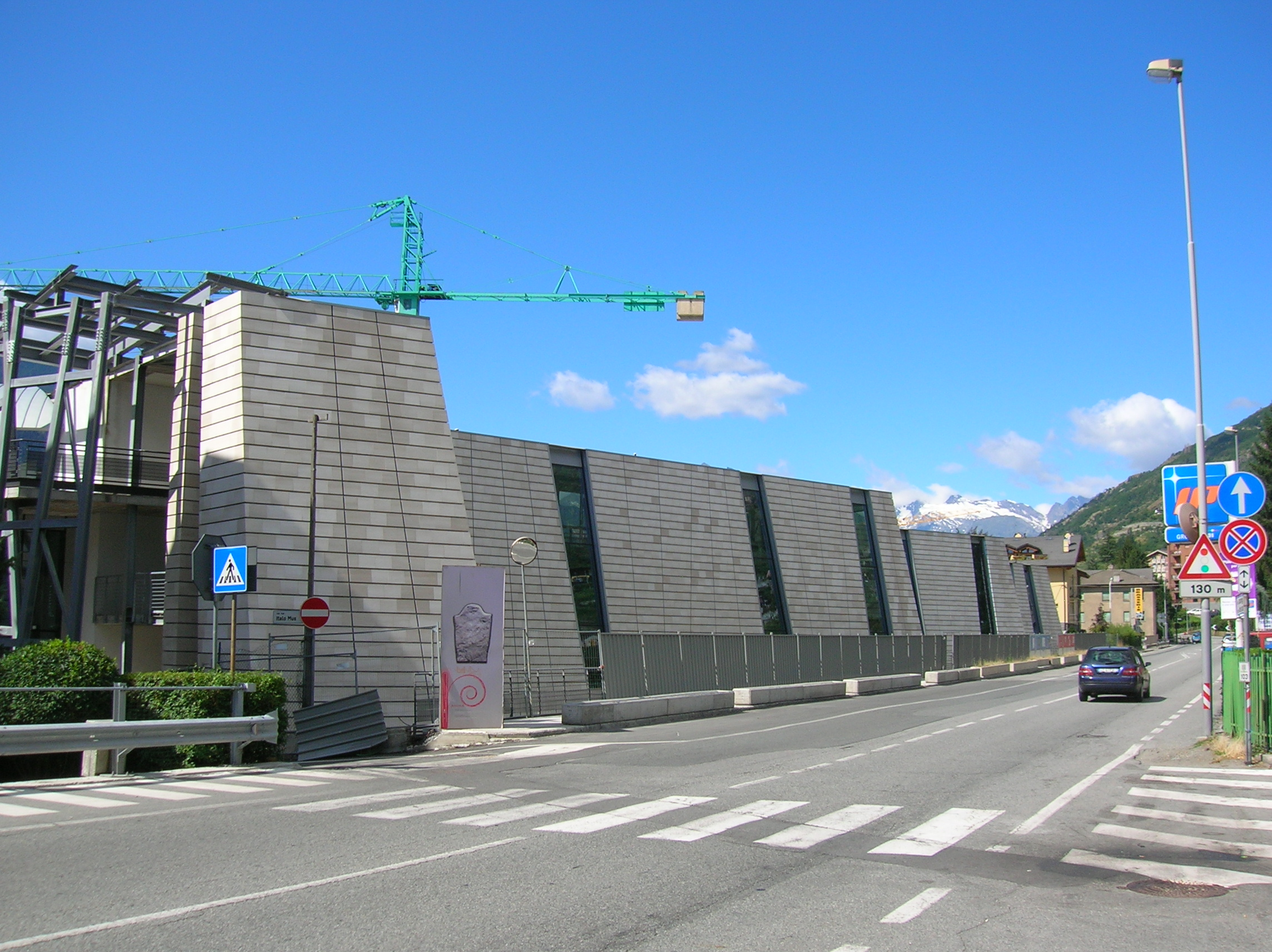
Museo dell'area megalitica di Saint-Martin-de-Corléans ad Aosta

Dell'età del bronzo sono notevoli i ritrovamenti legati agli insediamenti palafitticoli lacustri nel Varesotto, sul Lago di Viverone, nel Torinese e sul Lago di Varese, con questi ultimi che sono ascrivibili a un periodo che ha inizio nel Neolitico. Altri ritrovamenti della stessa età sono stati scoperti nel Torinese e in Val di Susa, ad Arona, nel Biellese e in Valle d'Aosta.
Dell'età del ferro è celebre la Cultura di Golasecca, i cui due epicentri principali sono le zone di Sesto Calende, Castelletto sopra Ticino e Golasecca, da cui il nome di questa facies, e l'area nei dintorni di Como. Altri ritrovamenti legati a questa cultura preistorica sono stati rinvenuti nel Canton Ticino. Dopo l'età del ferro, nella regio XI Transpadana si ebbe l'insediamento dei Galli. La Gallia Cisalpina fu conquistata dai romani tra il III e il II secolo a.C., che ebbero la meglio sulle popolazioni locali con la vittoria nella guerra romano-celtica, dopo di cui iniziò ad essere romanizzata. La romanizzazione della Pianura Padana fu poi completata in età augustea.
Gli antichi romani non perseguirono un'assimilazione forzata delle popolazioni conquistate, ma consentirono agli abitanti di continuare a professare la loro religione, utilizzare la loro lingua e mantenere le proprie tradizioni. La romanizzazione dell'area avvenne quindi per gradi.

## Risorse economiche

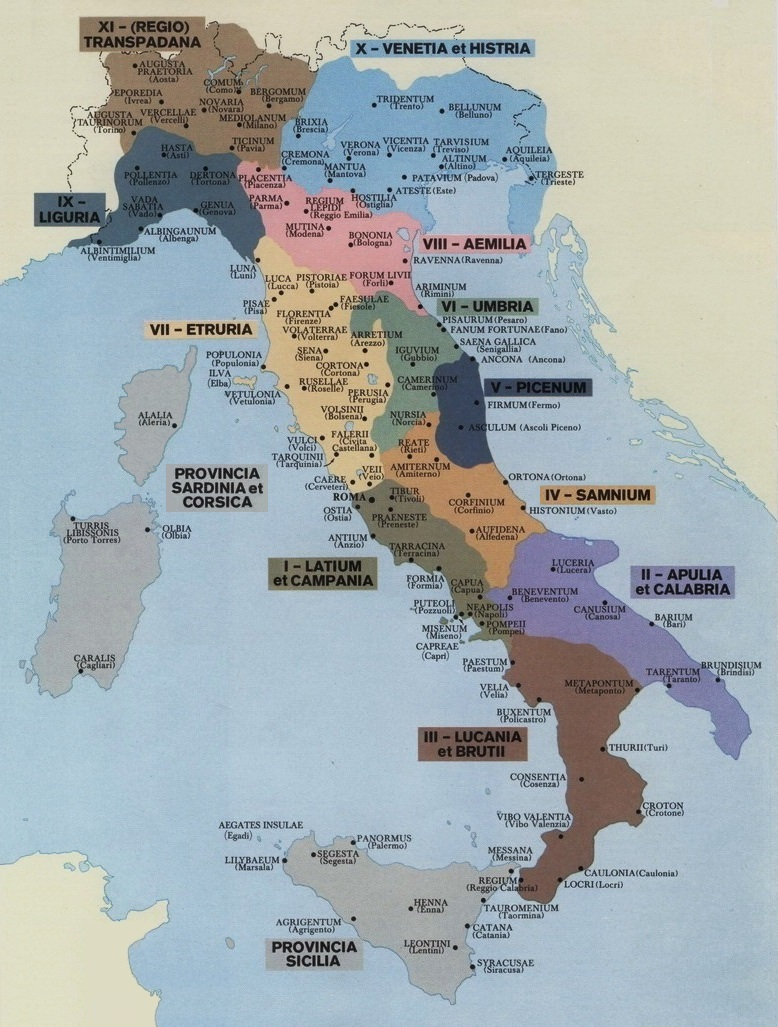
Mappa dettagliata con le regioni dell'Italia al tempo di Augusto (7 d.C.)

L'economia della regio XI Transpadana si basava principalmente su un'agricoltura caratterizzata da abbondanti raccolti e su un'intensa attività estrattiva che era localizzata soprattutto in Valle d'Aosta e nei dintorni di Ivrea e Vercelli.

## Difesa ed esercito
La regio XI Transpadana era anche importante da un punto di vista strategico: da essa si potevano controllare le valli alpine e i relativi passi.

## Vie di comunicazione

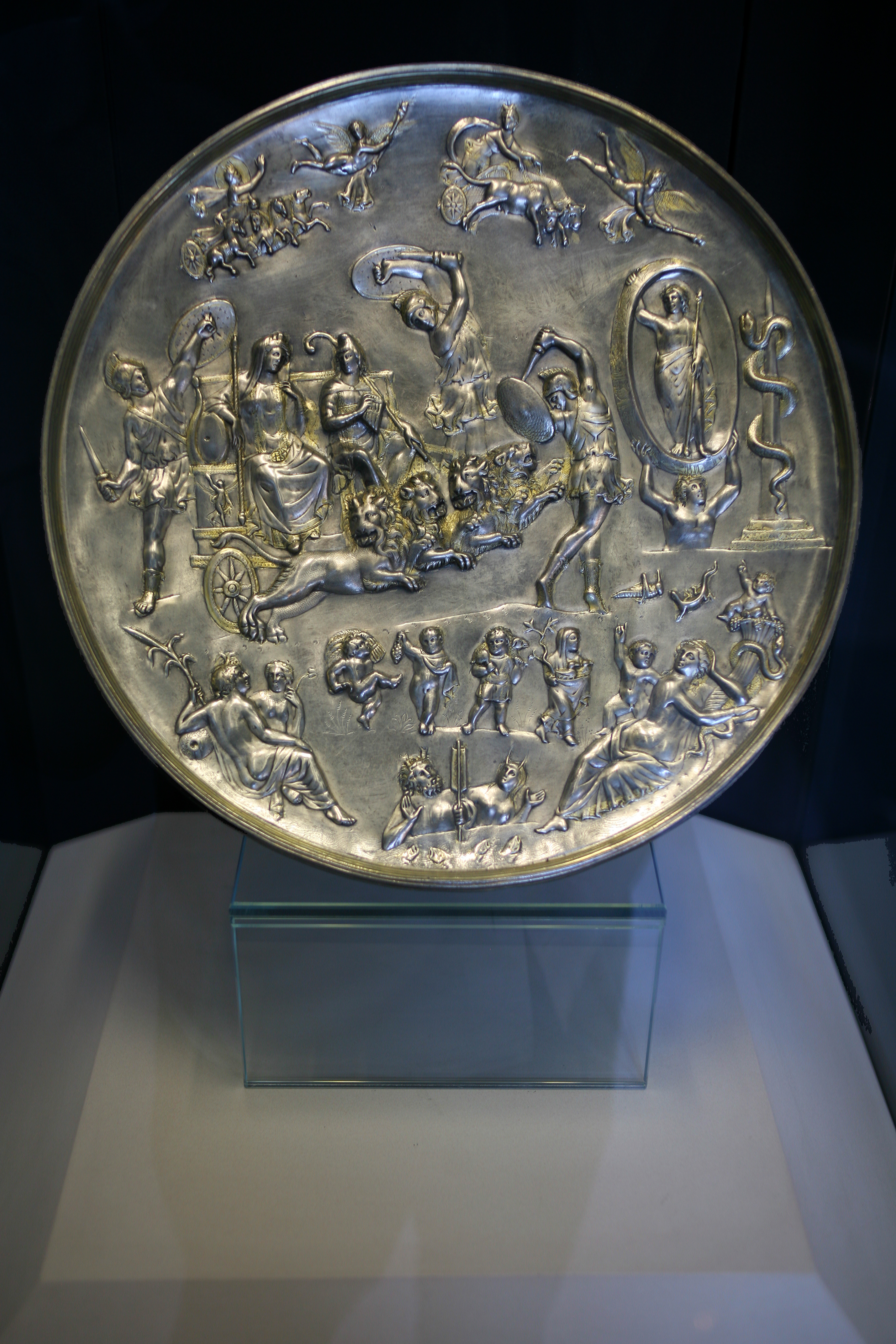
La patera di Parabiago, risalente al IV secolo e rinvenuta nell'omonima località. È conservata presso il Civico museo archeologico di Milano

Tra le più importanti vie di comunicazione della regio XI Transpadana c'era la via Mediolanum-Verbannus, che risaliva a un periodo compreso tra la fine dell'era repubblicana e i primi decenni dell'età imperiale; congiungeva Mediolanum (la moderna Milano) con il Verbannus Lacus (il Lago Verbano, ovvero il Lago Maggiore).
Questa strada, che era finalizzata al trasporto terrestre, era integrata da vie d'acqua, il cui asse principale era il fiume Olona. A sud di Somma Lombardo (lat. Summa) la via Severiana Augusta intersecava trasversalmente un'importante strada romana che collegava Novara (lat. Novaria) a Como (lat. Comum), la Via Novaria-Comum.
Altre strade importanti erano la Via Gallica, che iniziava a Mestre (lat. Mestracum) e che terminava a Torino (lat. Augusta Taurinorum), la Via delle Gallie, che congiungeva Ivrea (lat. Eporedia) a Lione (lat. Lugdunum) attraversando la Valle d'Aosta e valicando le Alpi al colle del Gran San Bernardo, la strada che collegava Milano con il Monginevro, la via che metteva in comunicazione Milano e la Raetia, la strada da Torino a Tortona e la Via Spluga, che congiungeva Milano al Passo dello Spluga passando per Lecco (lat. Leucera) e Monza (lat. Modicia).
Altre strade rilevanti che attraversavano la regio XI Transpadana erano la via Emilia, che collegava Rimini (lat. Ariminum) con Aosta (lat. Augusta Pretoria), la via Regina, che collegava Mediolanum con la Valtellina passando da Como (lat. Comum) e la via Mediolanum-Ticinum (da Milano a Pavia). La rete viaria romana della regio XI Transpadana era completata da strade secondarie che raggiungevano le località e gli insediamenti minori.

## Ritrovamenti archeologici

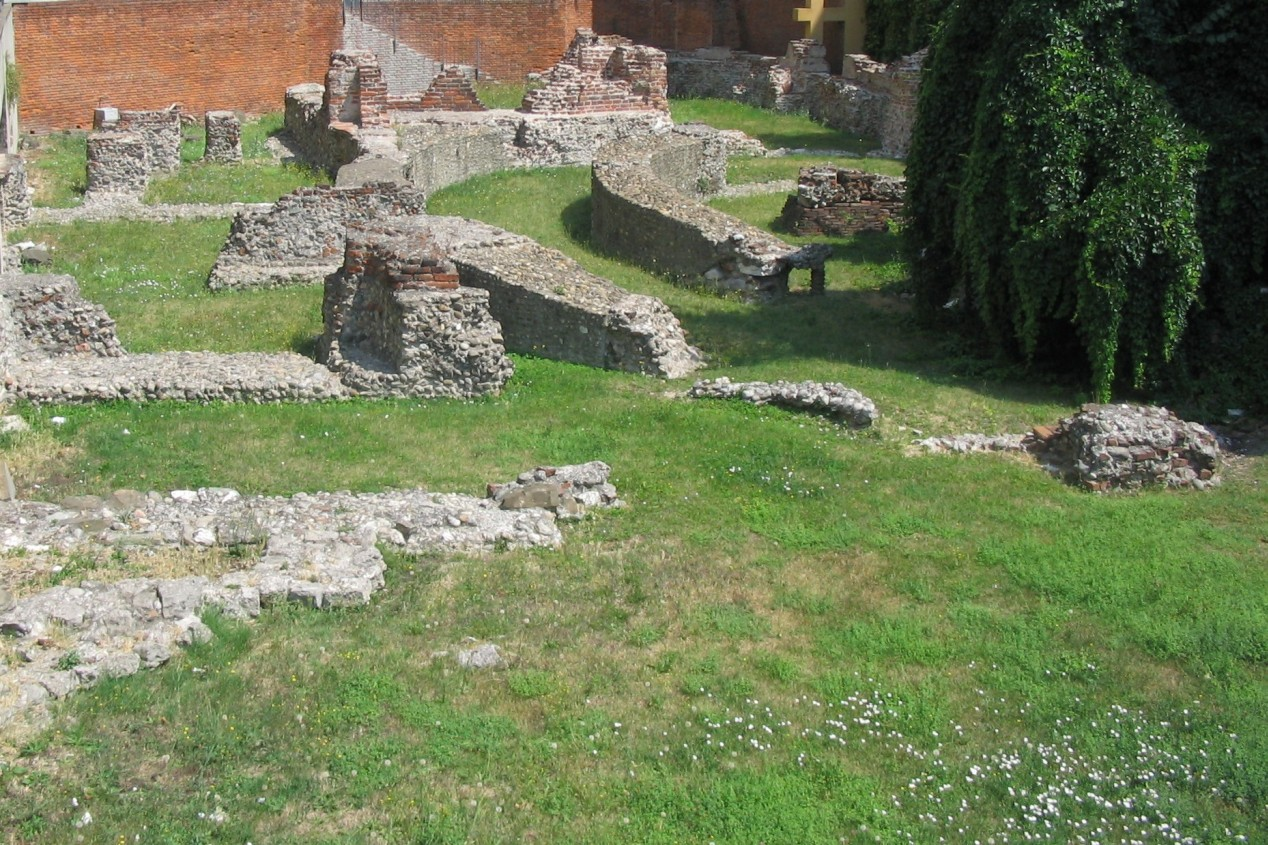
Il palazzo imperiale di Mediolanum di via Brisa, dell'epoca dell'imperatore Massimiano

Per quanto riguarda le città della regio XI Transpadana, sono giunti sino all'età moderna le tracce urbanistiche (reticoli delle vie e tracciati delle mura) di varie località romane: i resti più evidenti si riscontrano a Como, Pavia, Aosta e Torino. A Novara, in particolare, delle mura, sono stati trovati anche resti tangibili, mentre per la restante delle città accennate, si può indovinare il tracciato delle strade e della cita muraria studiando l'andamento dell'assetto viario e dei profili degli edifici moderni; altro esempio di quest'ultimo tipo è Milano, dove si è individuato il percorso delle mura, delle strade principali e dell'ubicazione del foro. In particolare il foro romano di Milano si trovava, con ogni probabilità, nella zona della moderna piazza San Sepolcro. A Milano sono poi venute alla luce, in via Brisa, i resti delle terme e del palazzo imperiale dell'antica Mediolanum. 

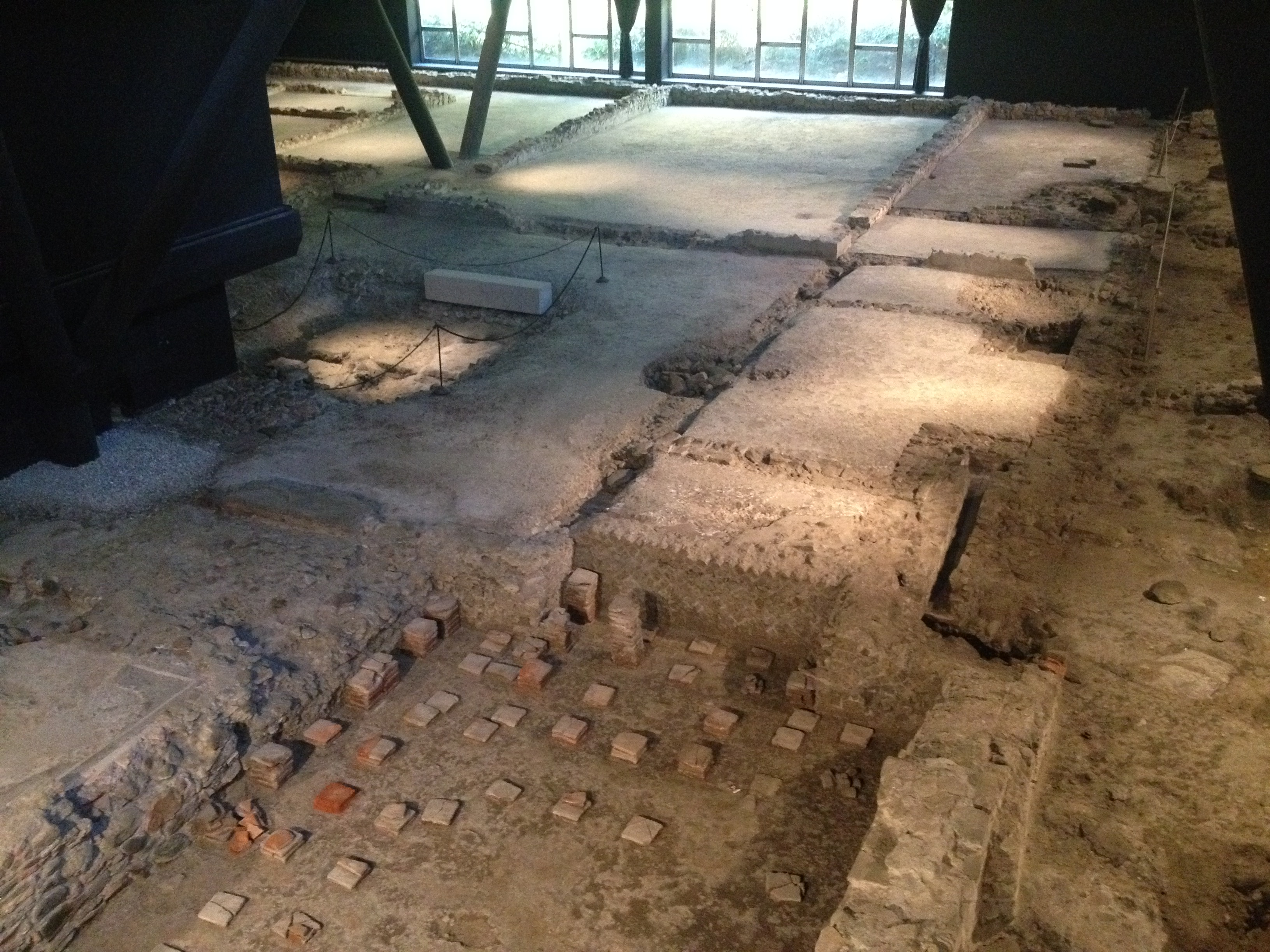
Villa romana della Consolata ad Aosta

A Bergamo è stato identificato il percorso delle strade principali e l'ubicazione del foro; quest'ultimo si trovava, con ogni probabilità, nella zona di piazza Duomo, mentre sono stati rinvenuti i resti tangibili del teatro, che si trovava sul colle di San Giovanni. A Como sono stati identificati il tracciato di alcune strade e la posizione del foro; sono giunti al XX secolo i resti delle mura repubblicane e di alcune torri di difesa. A Pavia sono stati trovati i resti di un ponte che scavalcava il Ticino non lontano dal Ponte Vecchio.
Al colle del Gran San Bernardo, lungo la strada romana che valicava le Alpi e che passava sotto una rupe sacra, sono stati trovati i resti di un piccolo tempio databile tra il I e il II sec. d.C. e di due mansiones – ovvero di due stazioni di posta – risalenti al I sec. d.C. Sempre per quanto riguarda le vie di comunicazione sono stati ritrovati anche i resti, in Valle d'Aosta, della via delle Gallie, e a Somma Lombardo della via Severiana Augusta. Per quanto concerne i ponti, oltre ai resti rinvenuti a Pavia, ne sono trovate testimonianze tangibili in Valle d'Aosta anche a Pont-Saint-Martin, sul torrente Buthier ad Aosta e Aymavilles (cosiddetto "ponte acquedotto di Pont d'Aël").
Per quanto riguarda i resti delle abitazioni, ne sono state trovate testimonianze tangibili in Valle d'Aosta, a Ivrea, a Chieri, a nord di Torino, in Val di Susa, nel Novarese, ad Angera, a Ghisalba, a Isso e nel Comasco. Per quanto concerne le necropoli, sono stati effettuati importanti ritrovamenti ad Aosta, a Vercelli, a Biella, ad Angera: i reperti funebri portati alla luce nel territorio un tempo facente parte della regio XI Transpadana sono ascrivibili a tutta la storia romana, dall'era repubblicana a quella tardo imperiale.

## Città

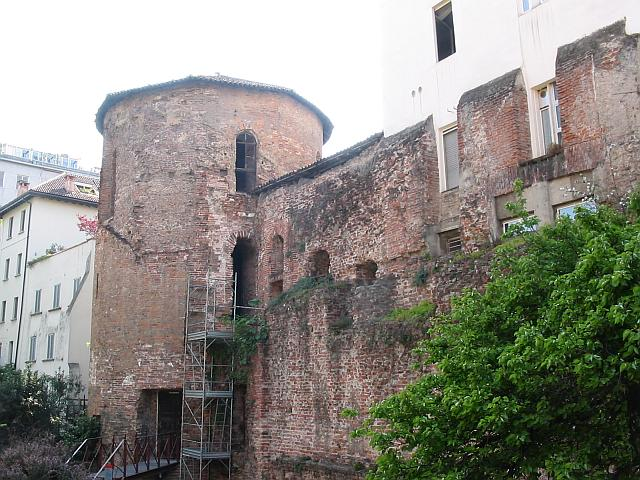
Mura della Milano romana di epoca tardo imperiale, costruite durante la tetrarchia dall'imperatore Massimiano. Si trovano all'interno del cortile del Civico museo archeologico di Milano

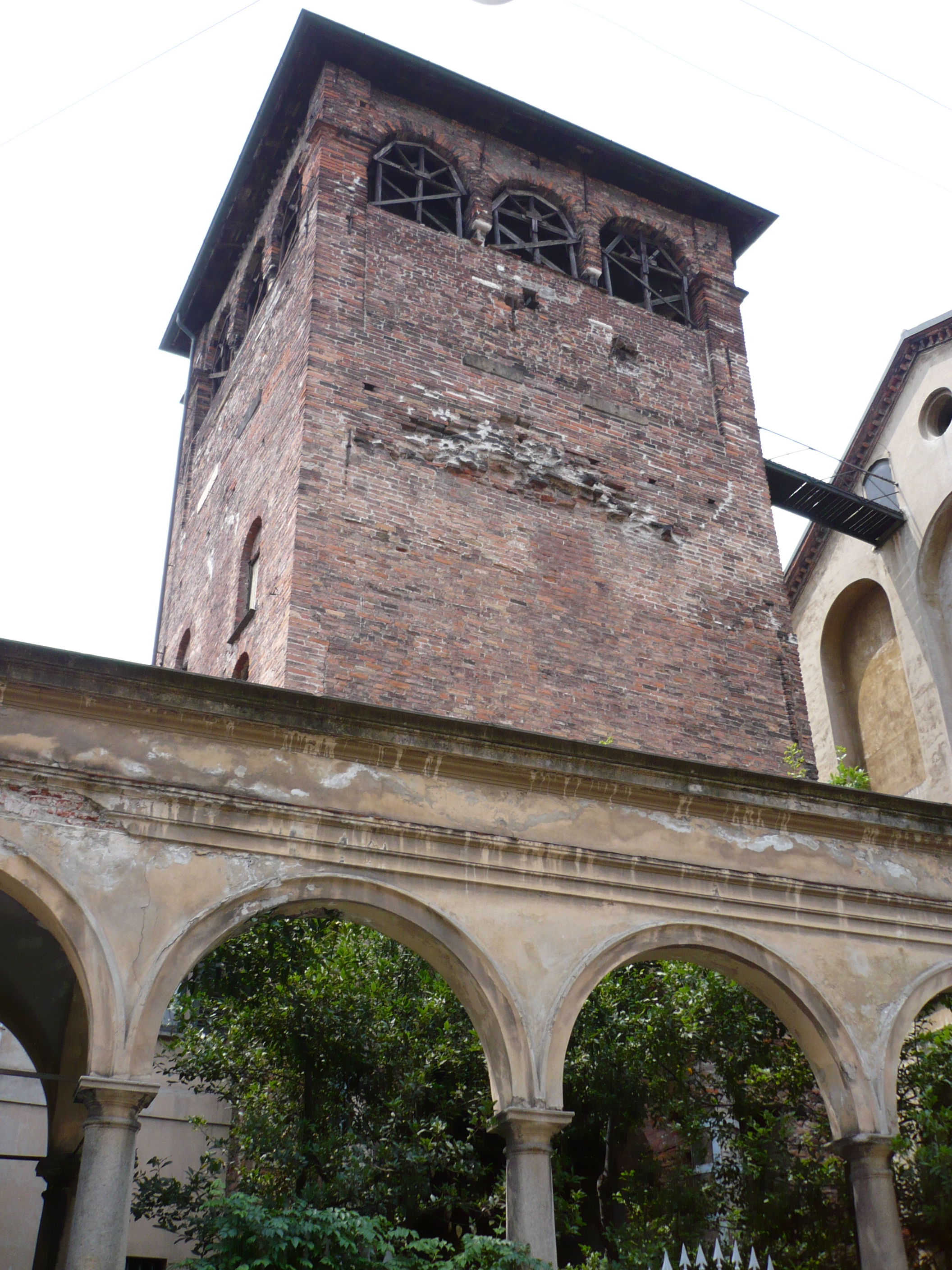
I resti della torre dei carceres, ovvero dei cancelli delle porte da cui partivano le bighe del circo romano di Milano. I resti di questa torre sono diventati in seguito il campanile della chiesa di San Maurizio. Ora fa parte del cortile del Civico museo archeologico di Milano

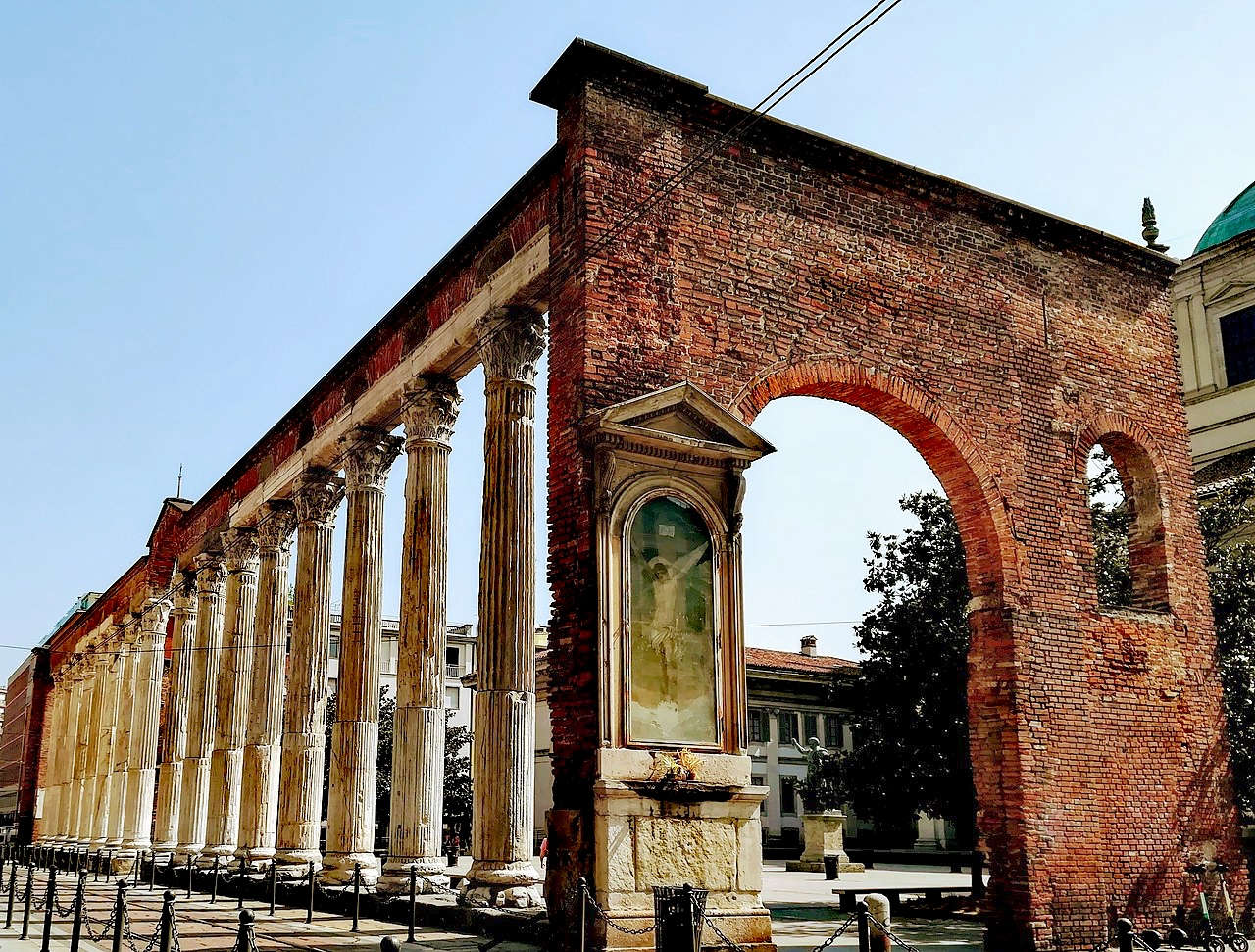
Le colonne di San Lorenzo a Milano, che sono di fronte all'omonima basilica costruita tra il 372 ed il 402 e che risalgono al II o III secolo. Forse, in origine, facevano parte delle terme Erculee

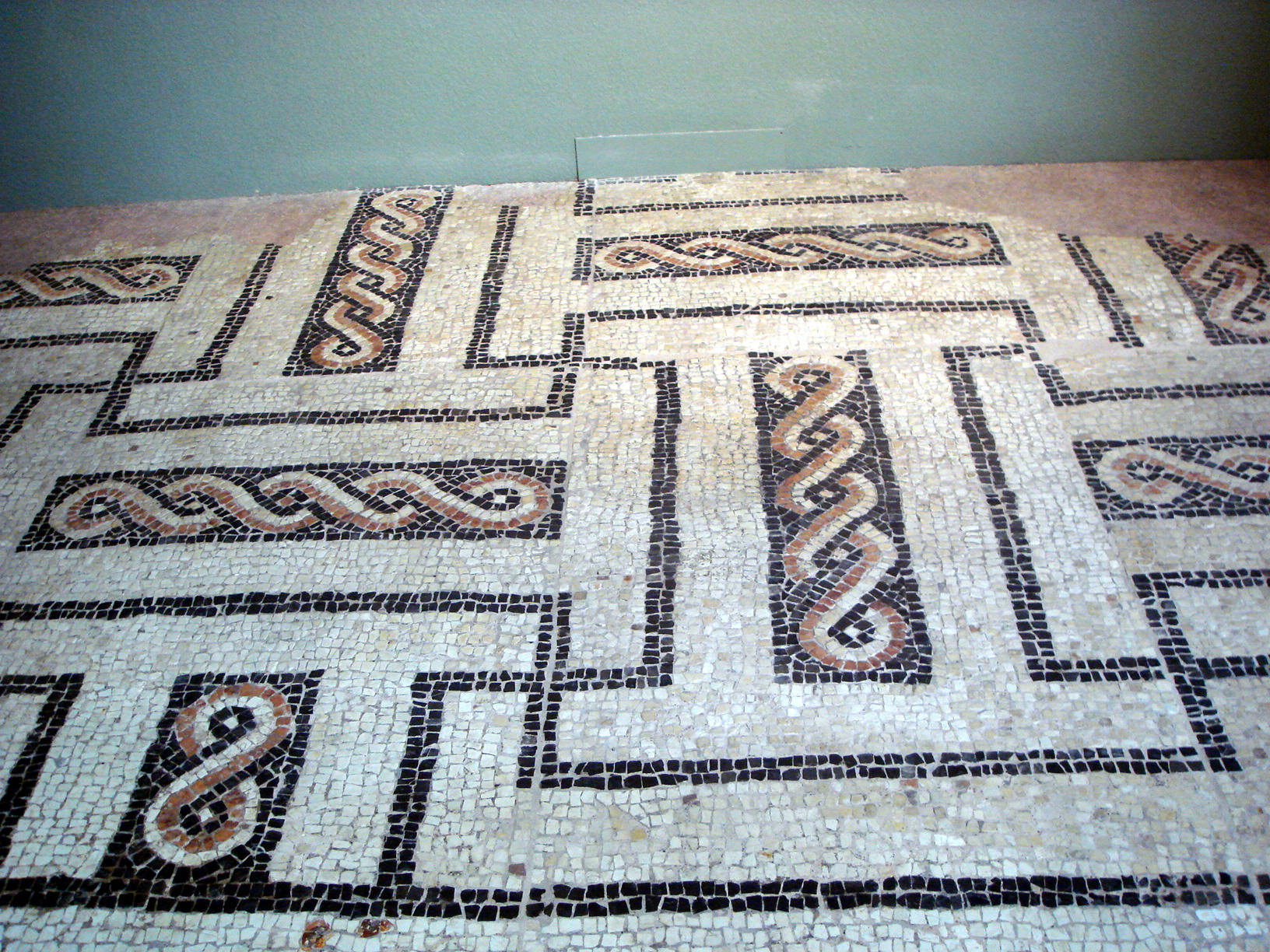
Mosaico proveniente dalla terme Erculee e conservato presso il Civico museo archeologico di Milano

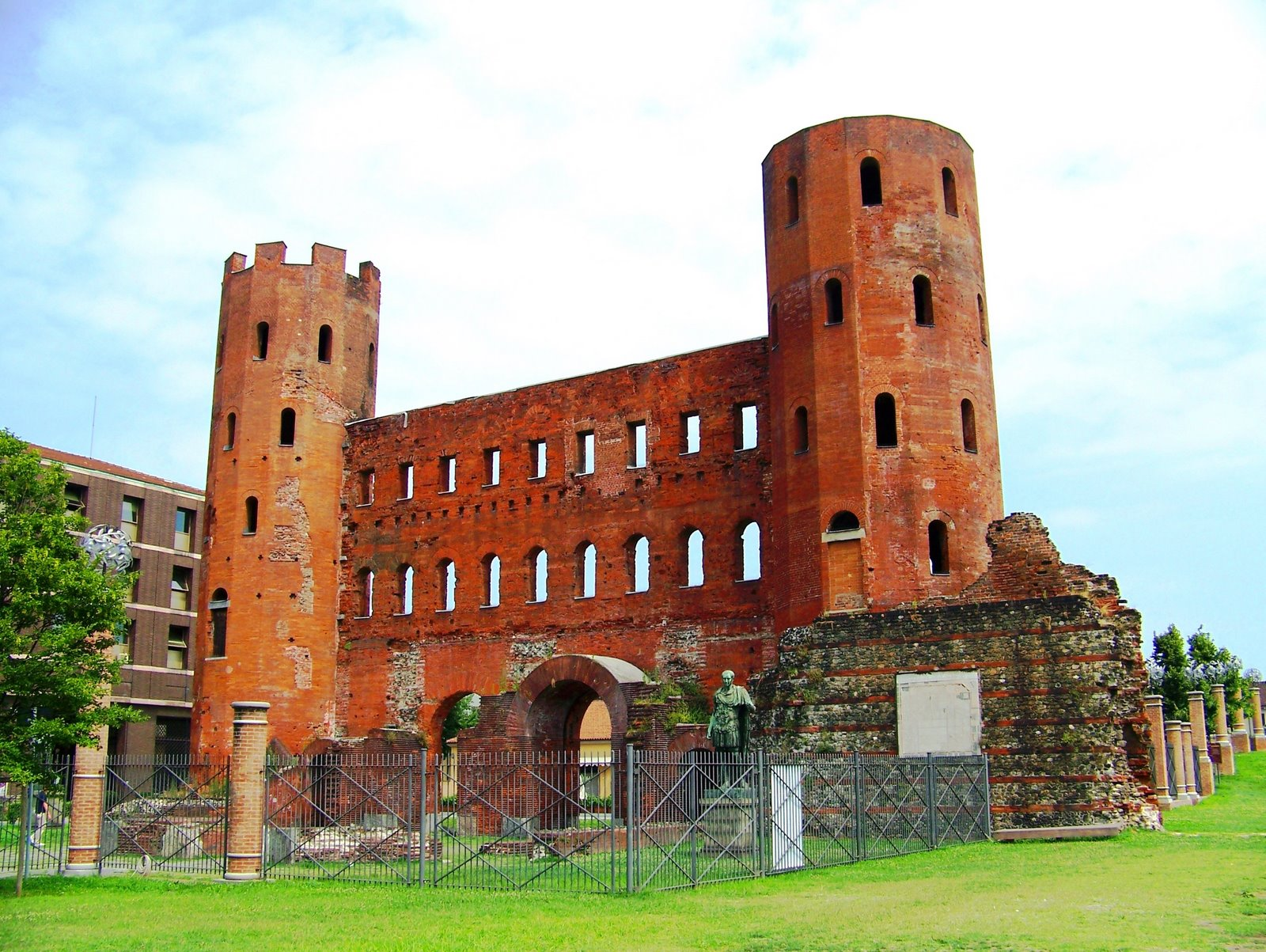
La Porta Palatina di Torino, una delle porte urbiche romane meglio conservate al mondo. Risale al I secolo a.C.

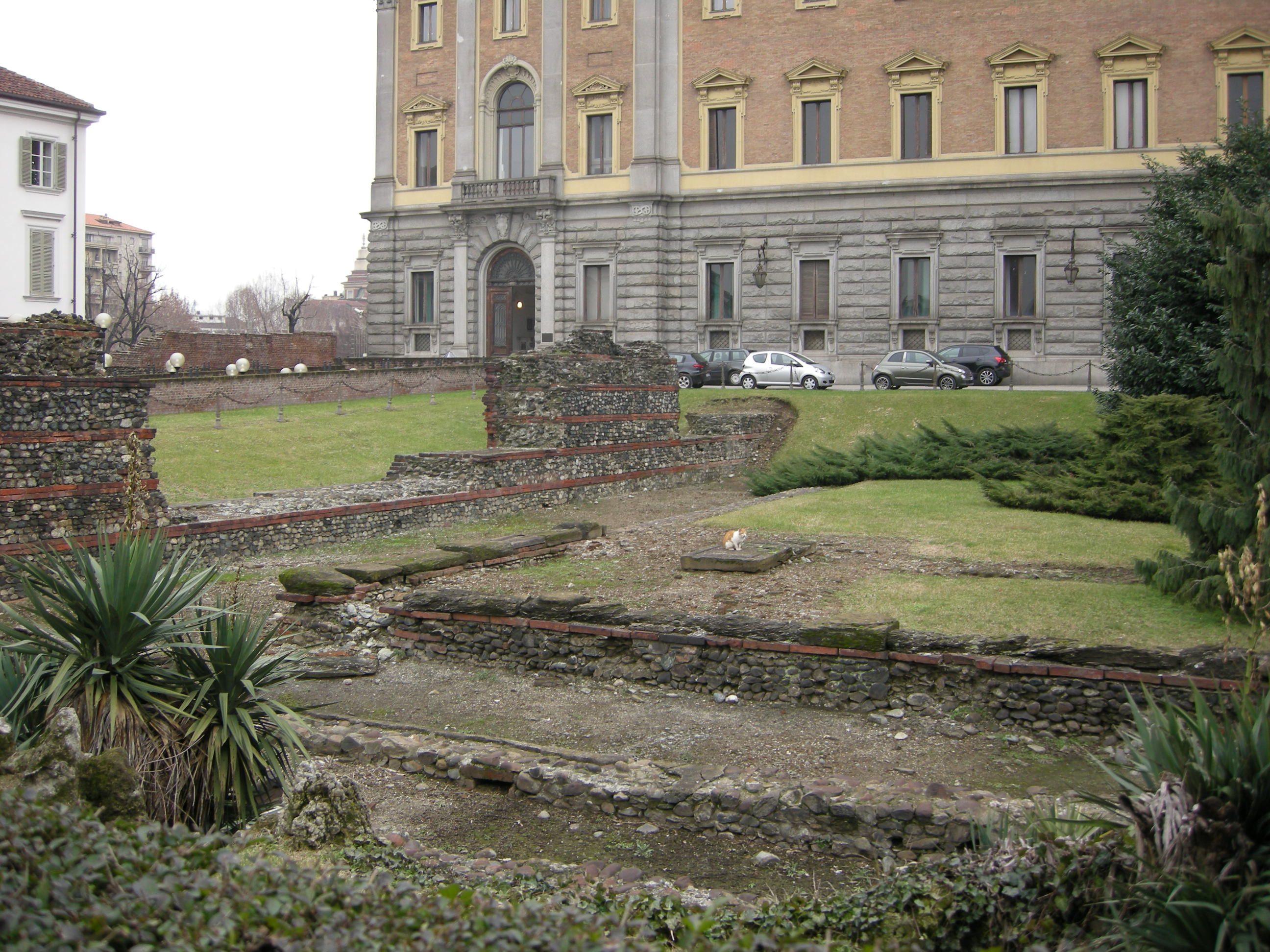
Resti del teatro romano di Torino

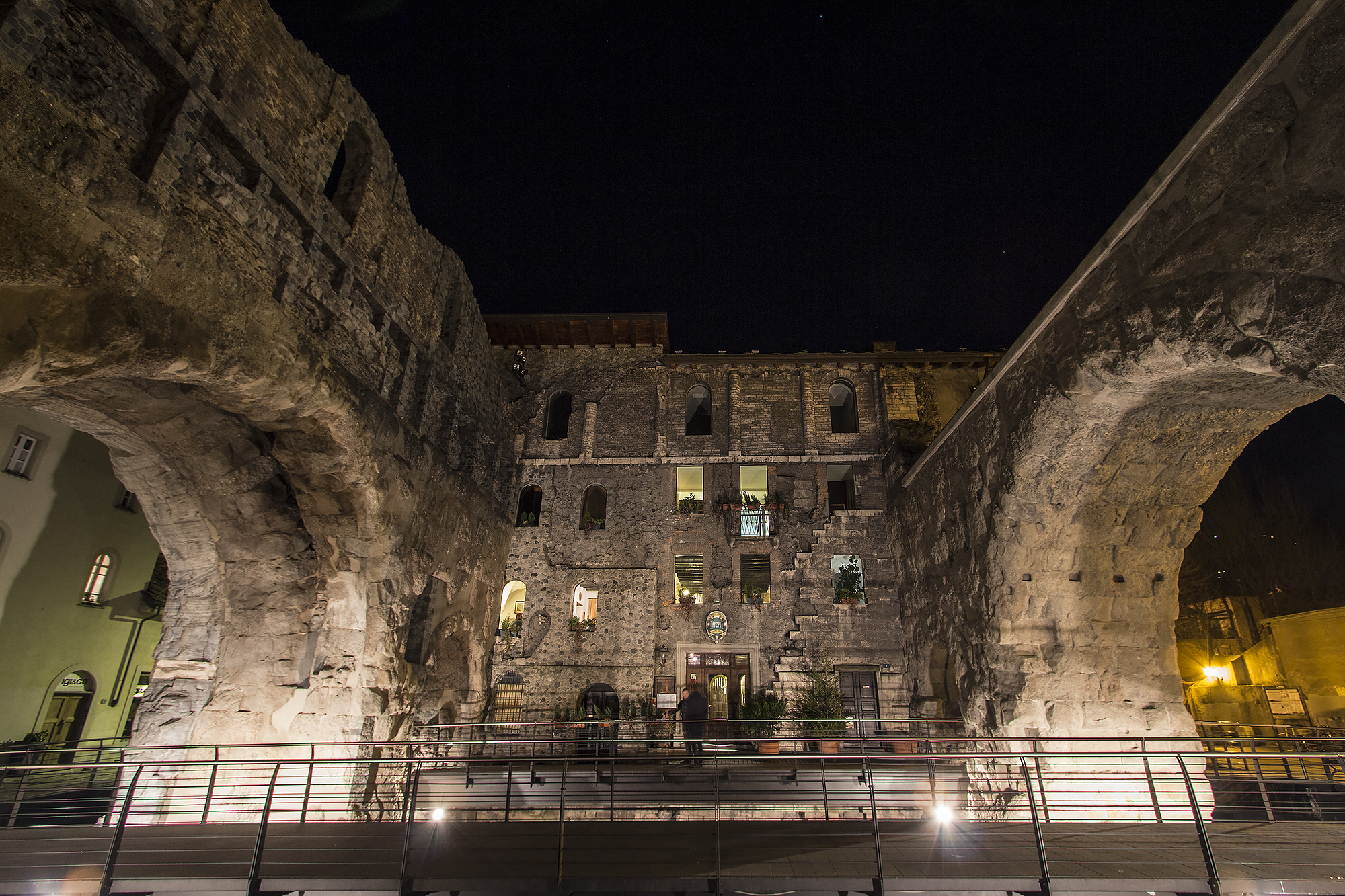
La Porta Pretoria di Aosta, che è stata costruita nel 25 a.C.

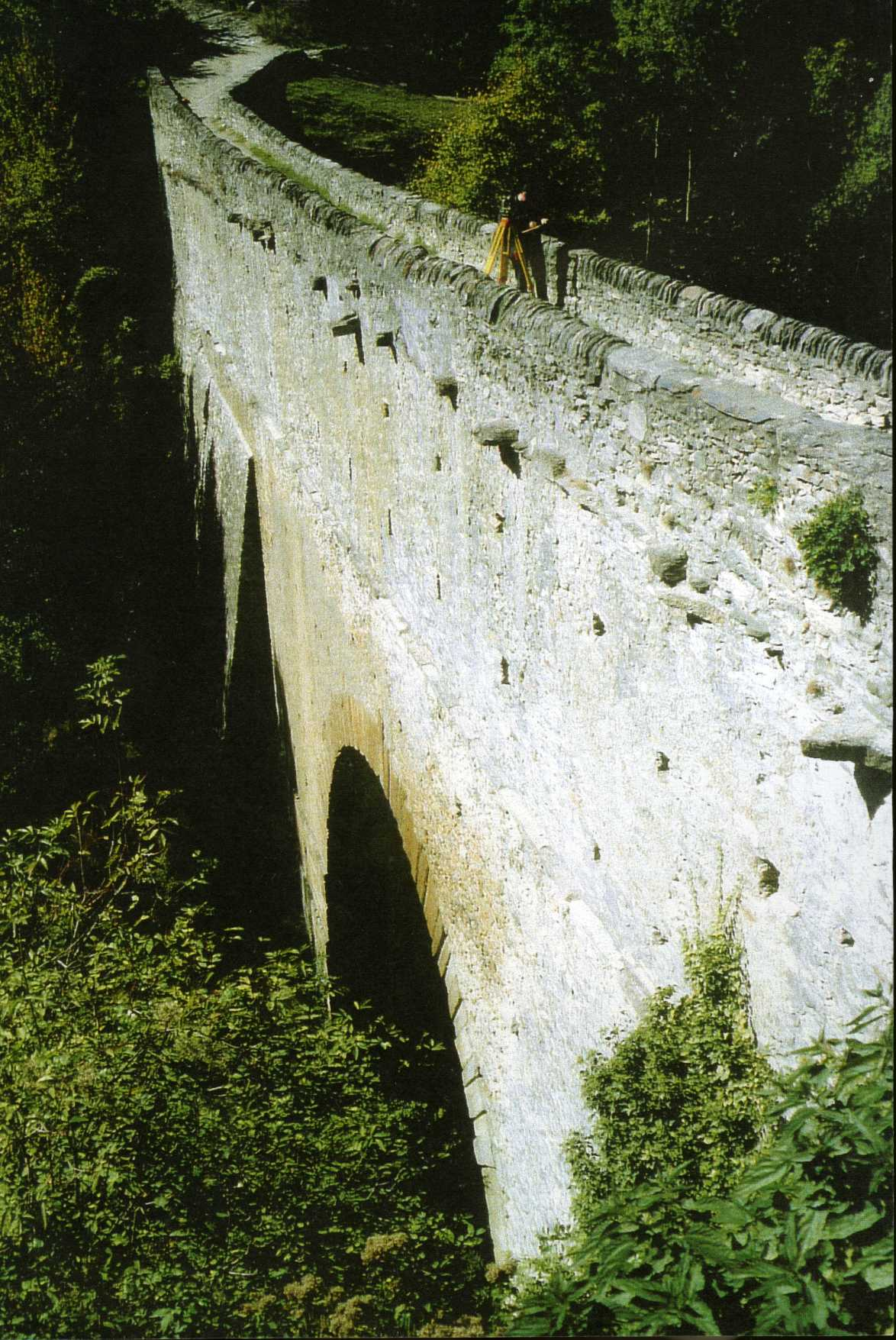
Ponte acquedotto di Pont d'Aël, che si trova a Aymavilles, in Valle d'Aosta

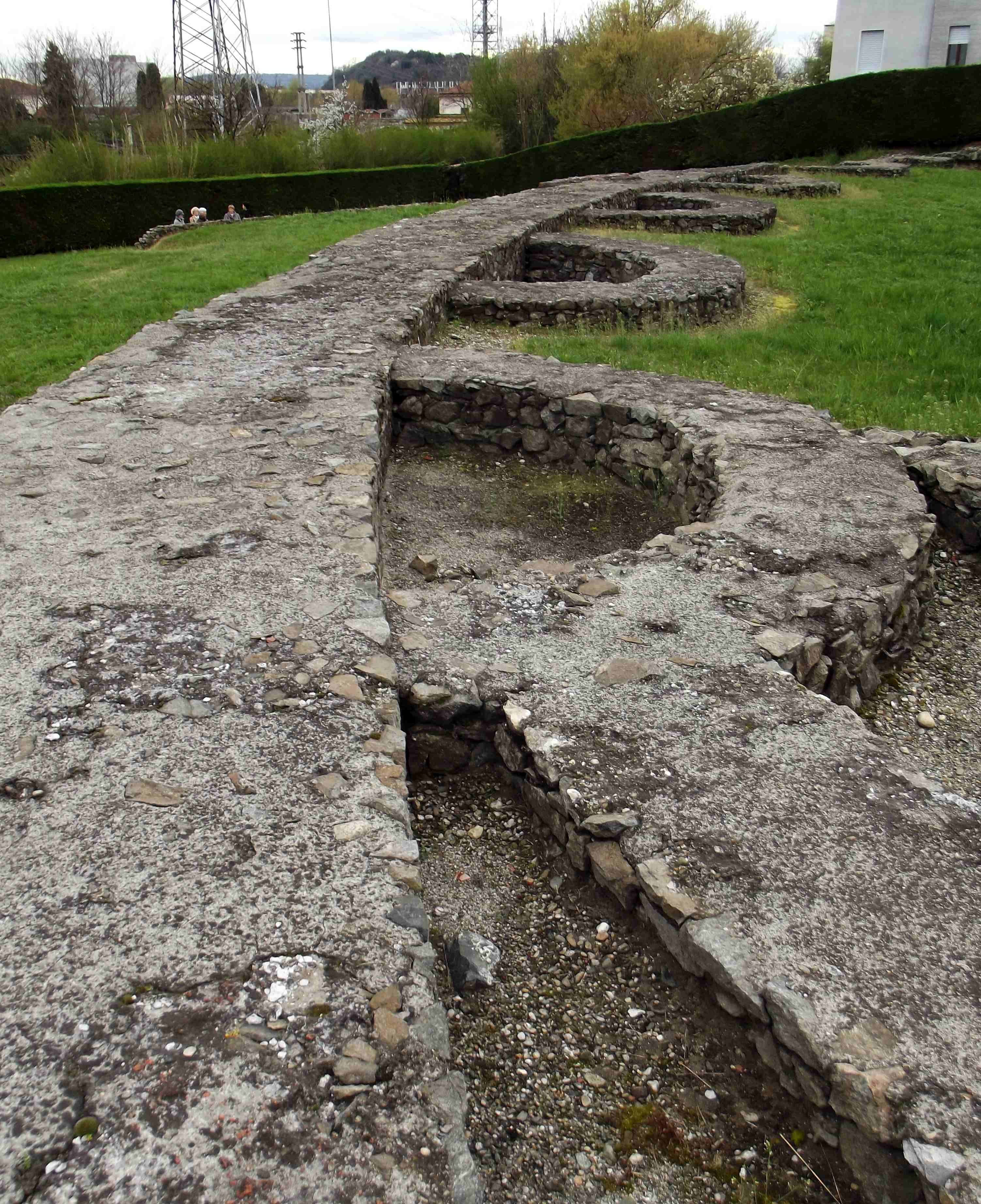
Resti dell'anfiteatro romano di Ivrea

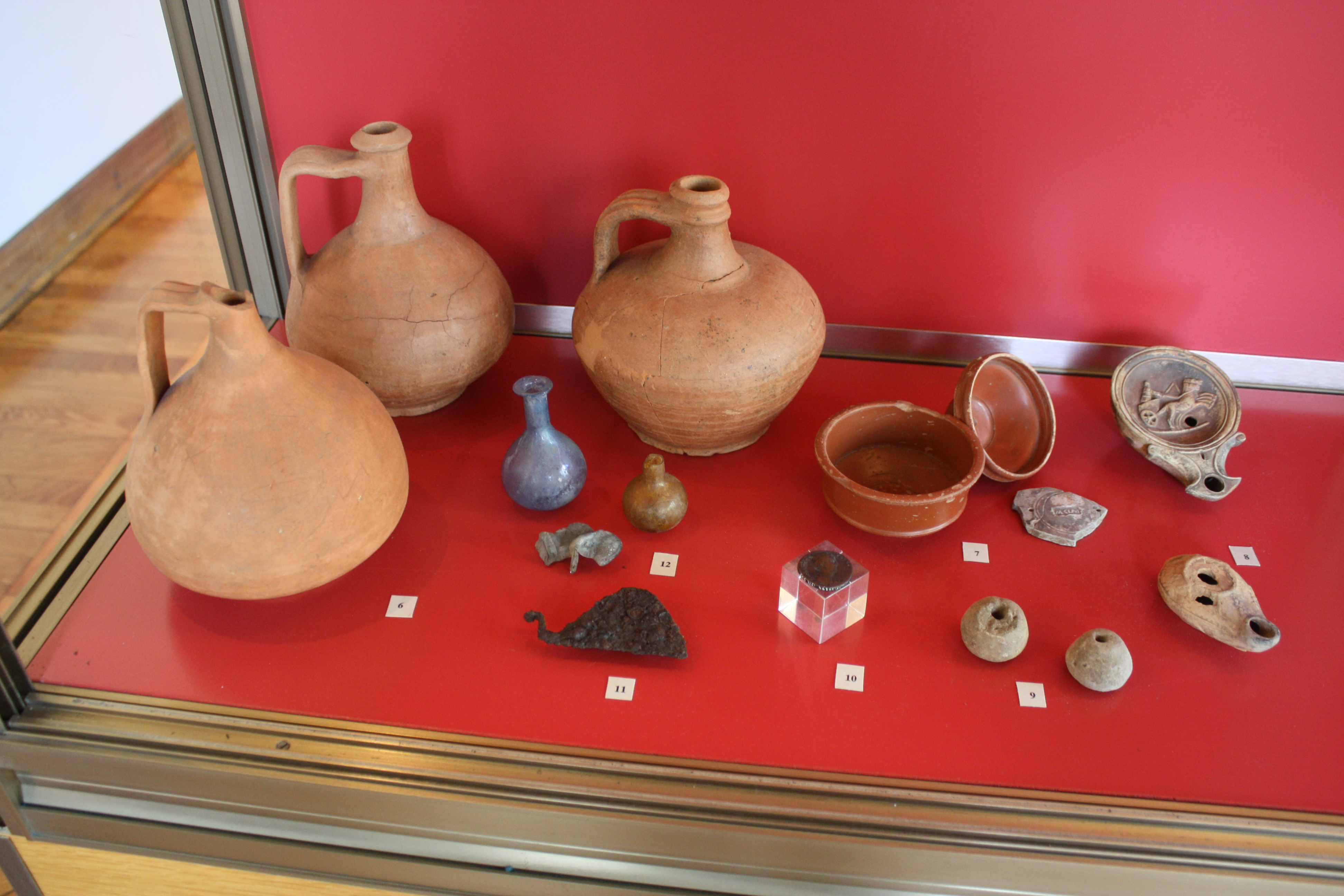
Reperti del II sec. d.C. rinvenuti a Legnano in una necropoli e conservati presso il Museo civico Guido Sutermeister

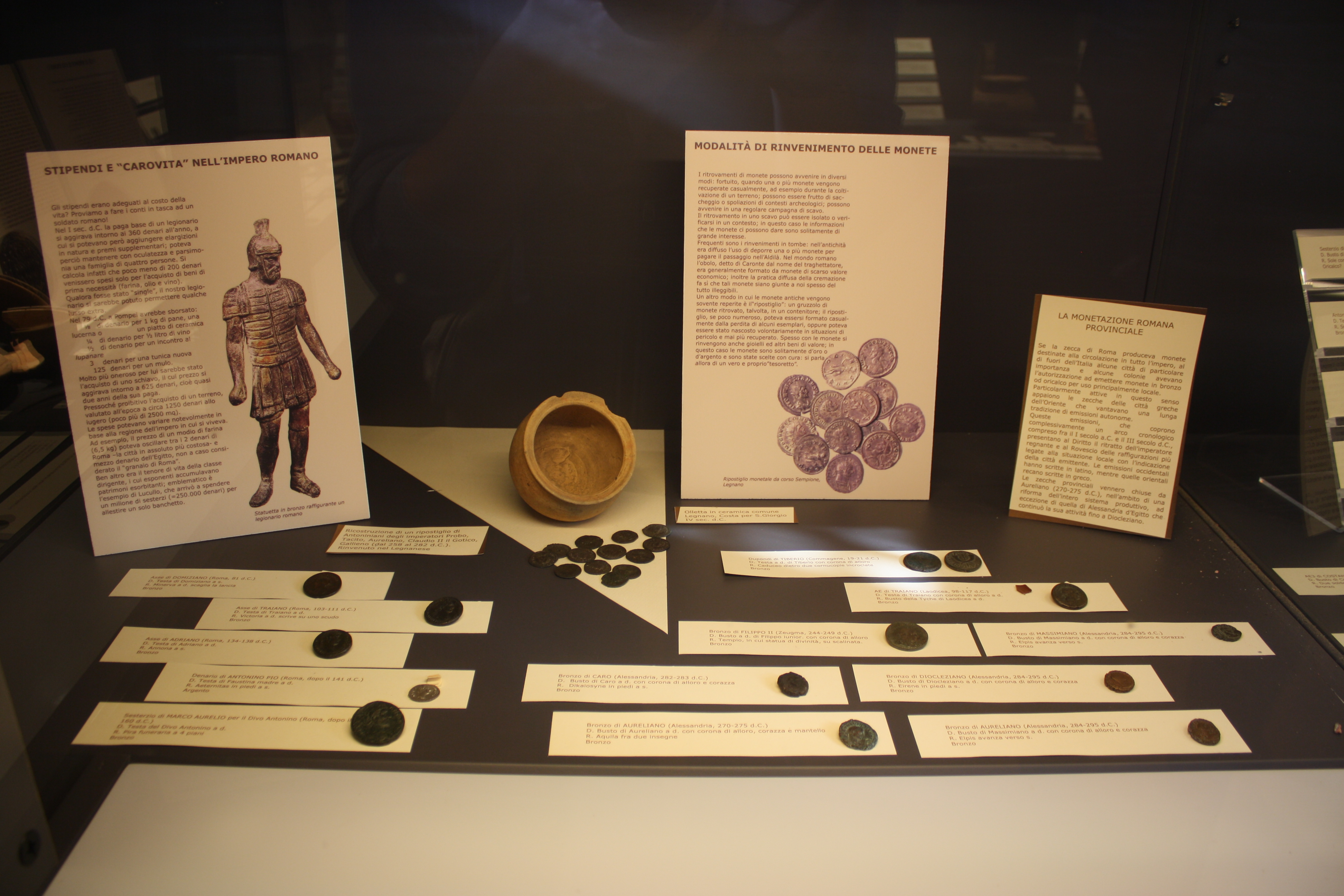
Monete romane ritrovate nel Legnanese e conservate presso il Museo civico Guido Sutermeister

Le principali città della regio XI Transpadana erano Mediolanum (la moderna Milano, che ne era anche capoluogo), Augusta Taurinorum (Torino), Augusta Praetoria (Aosta), Bergomum (Bergamo), Bugella (Biella), Comum (Como), Eporedia (Ivrea), Laus Pompeia (Lodi), Novaria (Novara), Rigomagus (Trino), Sebuinus (Angera), Ticinum (Pavia) e Vercellae (Vercelli).
L'elenco dettagliato delle urbs, delle civitas e dei vicus della regio XI Transpadana è:
| Nome latino            | Nome moderno                                  | Provincia moderna    | Regione moderna             | Stato moderno |
| ---------------------- | --------------------------------------------- | -------------------- | --------------------------- | ------------- |
| Acerrae                | Pizzighettone                                 | Cremona              | Lombardia                   | Italia        |
| Ad Decimum             | a sud di Milano                               | Milano               | Lombardia                   | Italia        |
| Ad Decimum             | Diémoz                                        | -                    | Valle d'Aosta               | Italia        |
| Ad Decimum             | Rivoli                                        | Torino               | Piemonte                    | Italia        |
| Ad Decimum             | Desio                                         | Monza e Brianza      | Lombardia                   | Italia        |
| Ad Lambrum             | tra Lodi e Piacenza                           | Piacenza             | Lombardia ed Emilia-Romagna | Italia        |
| Ad Lambrum             | Canonica Lambro-Triuggio                      | Monza e Brianza      | Lombardia                   | Italia        |
| Ad Medias              | tra Mantie e Motta de' Conti                  | Vercelli             | Piemonte                    | Italia        |
| Ad Nonam               | tra Milano e Lodi                             | Lodi                 | Lombardia                   | Italia        |
| Ad Nonum               | Nus                                           | -                    | Valle d'Aosta               | Italia        |
| Ad Octavum             | Rivoli                                        | Torino               | Piemonte                    | Italia        |
| Ad Quartum             | Quart                                         | -                    | Valle d'Aosta               | Italia        |
| Ad Quintum             | Collegno                                      | Torino               | Piemonte                    | Italia        |
| Ad Quintum             | Quinto Vercellese                             | Vercelli             | Piemonte                    | Italia        |
| Ad Rotas               | tra Lodi e Piacenza                           | Piacenza             | Lombardia ed Emilia-Romagna | Italia        |
| Ad Septimum            | Settimo Rottaro                               | Torino               | Piemonte                    | Italia        |
| Ad Septimum            | Settimo Torinese                              | Torino               | Piemonte                    | Italia        |
| Ad Septimum            | vicino a Trino Vercellese                     | Vercelli             | Piemonte                    | Italia        |
| Ad Septimum            | a ovest di Torino                             | Torino               | Piemonte                    | Italia        |
| Ad Septimum            | Settimo Vittone                               | Torino               | Piemonte                    | Italia        |
| Ad Sextum Lapidem      | Sesto Calende                                 | Varese               | Lombardia                   | Italia        |
| Agacium                | Oyace                                         | -                    | Valle d'Aosta               | -             |
| Agaminus pagus         | tra Ghemme e Sizzano                          | Novara               | Piemonte                    | Italia        |
| Alliana                | tra Lomello e Dorno                           | Pavia                | Lombardia                   | Italia        |
| Aquae Bormiae          | Bagni di Bormio                               | Sondrio              | Lombardia                   | Italia        |
| Arebrigium statio      | Arvier o Pré-Saint-Didier                     | -                    | Valle d'Aosta               | Italia        |
| Argentea               | vicino a Gorgonzola                           | Milano               | Lombardia                   | Italia        |
| Arilianum              | Arlian                                        | -                    | Valle d'Aosta               | Italia        |
| Ariolica               | La Thuile                                     | -                    | Valle d'Aosta               | Italia        |
| Augusta Praetoria      | Aosta                                         | -                    | Valle d'Aosta               | Italia        |
| Augusta Taurinorum     | Torino                                        | Torino               | Piemonte                    | Italia        |
| Auri Fondinae          | Courmayeur                                    | -                    | Valle d'Aosta               | Italia        |
| Benacum                | Beinasco                                      | Torino               | Piemonte                    | Italia        |
| Bergomum               | Bergamo                                       | Bergamo              | Lombardia                   | Italia        |
| Bilitio                | Bellinzona                                    | -                    | Ticino                      | Svizzera      |
| Bruxeum                | Brusson                                       | -                    | Valle d'Aosta               | Italia        |
| Bugella                | Biella                                        | Biella               | Piemonte                    | Italia        |
| Caburrum               | Cavour                                        | Torino               | Piemonte                    | Italia        |
| Campi Raudii           | vicino a Vercelli                             | Vercelli             | Piemonte                    | Italia        |
| Carbantia o Carbatia   | Balzola                                       | Alessandria          | Piemonte                    | Italia        |
| Cella ad vineas        | Cilavegna                                     | Pavia                | Lombardia                   | Italia        |
| Cestae                 | tra San Genuario, Crescentino e Fontanetto Po | Vercelli             | Piemonte                    | Italia        |
| Cillianum              | Saint Vincent                                 | -                    | Valle d'Aosta               | Italia        |
| Clavenna               | Chiavenna                                     | Sondrio              | Lombardia                   | Italia        |
| Clementianum           | Clémensod                                     | -                    | Valle d'Aosta               | Italia        |
| Comum                  | Como                                          | Como                 | Lombardia                   | Italia        |
| Cottiae                | Cozzo                                         | Pavia                | Lombardia                   | Italia        |
| Duriae                 | Dorno                                         | Pavia                | Lombardia                   | Italia        |
| Eporedia               | Ivrea                                         | Torino               | Piemonte                    | Italia        |
| Eudracinum mansio      | Saint Rhémy o Etroubles                       | -                    | Valle d'Aosta               | Italia        |
| Forum Licini           | tra Incino e Erba                             | Como                 | Lombardia                   | Italia        |
| Forum Vibii            | vicino a di Revello                           | Cuneo                | Piemonte                    | Italia        |
| Gallianates            | Cantù                                         | Como                 | Lombardia                   | Italia        |
| Glaeratum              | Gallarate                                     | Varese               | Lombardia                   | Italia        |
| Habiate                | Abbiategrasso                                 | Milano               | Lombardia                   | Italia        |
| Latinanium             | Legnano                                       | Milano               | Lombardia                   | Italia        |
| Laumellum mansio       | Lomello                                       | Pavia                | Lombardia                   | Italia        |
| Laus Pompeia           | Lodi                                          | Lodi                 | Lombardia                   | Italia        |
| Linianum               | Lignan                                        | -                    | Valle d'Aosta               | Italia        |
| Mediolanum             | Milano                                        | Milano               | Lombardia                   | Italia        |
| Melpum                 | Melzo                                         | Milano               | Lombardia                   | Italia        |
| Messigniacum           | Messigné                                      | -                    | Valle d'Aosta               | Italia        |
| Modicia                | Monza                                         | Monza e Brianza      | Lombardia                   | Italia        |
| Montunates             | Albizzate                                     | Varese               | Lombardia                   | Italia        |
| Murus                  | tra Castelmur Promontogno e Bondo             | -                    | Grigioni                    | Svizzera      |
| Novaria                | Novara                                        | Novara               | Piemonte                    | Italia        |
| Ocelum                 | Caprie                                        | Torino               | Piemonte                    | Italia        |
| Oscella                | Domodossola                                   | Verbano-Cusio-Ossola | Piemonte                    | Italia        |
| Palanta o Pallantia    | Pallanza                                      | Verbano-Cusio-Ossola | Piemonte                    | Italia        |
| Parablacum             | Parabiago                                     | Milano               | Lombardia                   | Italia        |
| Plumbia                | Pombia                                        | Novara               | Piemonte                    | Italia        |
| Quadragesima Galliarum | Carema                                        | Torino               | Piemonte                    | Italia        |
| Quadragesima Galliarum | Avigliana                                     | Torino               | Piemonte                    | Italia        |
| Quadrata               | tra Lodi e Piacenza                           | Lodi e Piacenza      | Lombardia ed Emilia-Romagna | Italia        |
| Quadrata               | Verolengo                                     | Torino               | Piemonte                    | Italia        |
| Quadratae              | Carate Brianza                                | Monza e Brianza      | Lombardia                   | Italia        |
| Rhaudum                | Rho                                           | Milano               | Lombardia                   | Italia        |
| Retovium               | Robbio                                        | Pavia                | Lombardia                   | Italia        |
| Ricodunum pagus        | tra Ricodino e Trino Vercellese               | Vercelli             | Piemonte                    | Italia        |
| Rigomagus mansio       | tra Le Verne e Trino Vercellese               | Vercelli             | Piemonte                    | Italia        |
| Sebuinus               | Angera                                        | Varese               | Lombardia                   | Italia        |
| Seso                   | Borgosesia                                    | Vercelli             | Piemonte                    | Italia        |
| Sibrium                | Castelseprio                                  | Varese               | Lombardia                   | Italia        |
| Stationa               | Gravellona Toce                               | Verbano-Cusio-Ossola | Piemonte                    | Italia        |
| Subinates              | Riva San Vitale                               | Mendrisio            | Ticino                      | Svizzera      |
| Summa                  | Somma Lombardo                                | Varese               | Lombardia                   | Italia        |
| Summo Lacus            | Samolaco                                      | Sondrio              | Lombardia                   | Italia        |
| Tarvessedo             | Madesimo                                      | Sondrio              | Lombardia                   | Italia        |
| Tetium                 | Teglio                                        | Sondrio              | Lombardia                   | Italia        |
| Ticinum                | Pavia                                         | Pavia                | Lombardia                   | Italia        |
| Tres Tabernae          | tra Lodi e Piacenza                           | Lodi e Piacenza      | Lombardia ed Emilia-Romagna | Italia        |
| Trumellum              | Tromello                                      | Pavia                | Lombardia                   | Italia        |
| Vercellae              | Vercelli                                      | Vercelli             | Piemonte                    | Italia        |
| Victumulae             | tra San Secondo e Salussola                   | Biella               | Piemonte                    | Italia        |
| Vicus Mercati          | Vimercate                                     | Monza e Brianza      | Lombardia                   | Italia        |
| Vitricium              | Verrès                                        | -                    | Valle d'Aosta               | Italia        |

### Esplicative
1. ↑  Se non c'è continuità urbanistica tra la città romana e l'insediamento moderno, viene indicata la località attuale più vicina al sito urbano antico preceduta da "vicino a", ecc.

### Bibliografiche
1. 1 2 3   Milano e provincia: Monza e la Brianza milanese, l'Adda, il Ticino, le abbazie, su books.google.it. URL consultato il 29 marzo 2017.
2. 1 2 3 4 5 6 7 8 9 10 11 12 13 14 15 16 17 18 19 20 21 22 23 24 25 26 27   L'Italia romana delle Regiones. Regio XI Transpadana, in Il mondo dell'archeologia, Roma, Istituto dell'Enciclopedia Italiana, 2002-2005. URL consultato il 28 marzo 2017.
3. ↑  Di Maio, p. 89.
4. ↑   Parco del Roccolo - Atlante della Biodiversità - Flora, su ecomuseo.comune.parabiago.mi.it. URL consultato il 23 novembre 2015.
5. ↑  D'Ilario, pp. 12-13.
6. ↑  D'Ilario, p. 13.
7. 1 2 3 4 5   Autori vari, Di città in città – Insediamenti, strade e vie d'acqua da Milano alla Svizzera lungo la Mediolanum-Verbannus, Soprintendenza Archeologia della Lombardia, 2014. URL consultato il 16 gennaio 2017.
8. ↑   Spazio Aperto (PDF), su comune.sommalombardo.va.it. URL consultato l'11 marzo 2017 (archiviato dall'url originale il 12 marzo 2017).
9. 1 2   Località delle Regio IX-X-XI, su roma-victrix.com. URL consultato il 28 marzo 2017.
10. ↑   Porta Palatina, su touringclub.com. URL consultato il 31 marzo 2017.
11. ↑   Dizionario storico-geográfico, su books.google.it. URL consultato l'11 marzo 2017.
12. ↑  Dizionario, p. 410.
13. ↑   Parabiago, su diazilla.com. URL consultato l'11 marzo 2017.
14. ↑   Rho, su radiocorriere.tv. URL consultato l'11 marzo 2017.
15. ↑   Spazio Aperto (PDF), su comune.sommalombardo.va.it. URL consultato l'11 marzo 2017 (archiviato dall'url originale il 12 marzo 2017).